# Adam Krzesiński
Adam Artur Krzesiński (Varsavia, 13 settembre 1965) è un ex schermidore polacco, vincitore di una medaglia d'argento ed una di bronzo nella scherma ai giochi olimpici.

## Palmarès
In carriera ha conseguito i seguenti risultati:
- Giochi olimpici

Barcellona 1992: bronzo nel fioretto a squadre.
Atlanta 1996: argento nel fioretto a squadre.
- Mondiali di scherma

Lione 1990: argento nel fioretto a squadre.
Essen 1993: bronzo nel fioretto a squadre.
L'Aia 1995: bronzo nel fioretto a squadre.
La Chaux de Fonds 1998: oro nel fioretto a squadre.
Seul 1999: bronzo nel fioretto a squadre.
Nimes 2001: argento nel fioretto a squadre.
- Europei di scherma

Vienna 1991: bronzo nel fioretto a squadre.
Danzica 1997: oro nel fioretto individuale.
Plovdiv 1998: argento nel fioretto a squadre.
Bolzano 1999: bronzo nel fioretto a squadre.
Coblenza 2001: argento nel fioretto individuale e bronzo a squadre.